# Ardgowan (Île-du-Prince-Édouard)
Ardgowan est un Lieu historique national du Canada situé à Parkdale, Île-du-Prince-Édouard, présentement une banlieue de la ville de Charlottetown.
Le domaine d'Ardgowan contient la villa de William Henry Pope, un des Pères de la Confédération. Au contraire de la majorité des insulaires, Pope était pour la confédération et il héberge plusieurs délégués et observateurs de la Conférence de Charlottetown de 1864 chez lui. Dans ce local détendu, les participants se comprirent mieux, aidant à former une nouvelle vision nationale.
Le Lieu historique national du Canada Ardgowan fut désigné en 1966. La maison et cinq de ses 76 acres originaux furent acquis par le service des parcs nationaux en 1967 -- le Centenaire de la Confédération du Canada -- pour honorer tous les pères de la Confédération et pour préserver un exemple d'une villa rurale pittoresque et victorien du temps de la confédération.
Les édifices et le terrain fut restaurés comme dans les années 1860s. Le terrain est ouvert au public, alors que les édifices hébergent le personnel de Parcs Canada et est le centre administratif pour tous les parcs nationaux de l'Île-du-Prince-Édouard.